# Гайлендс (Нью-Джерсі)
Гайлендс (англ. Highlands) — місто (англ. borough) в США, в окрузі Монмаут штату Нью-Джерсі. Населення — 4621 особа (2020).

## Географія
Гайлендс розташований за координатами 40°24′15″ пн. ш. 73°59′26″ зх. д. / 40.40417° пн. ш. 73.99056° зх. д. (40.404220, -73.990674).  За даними Бюро перепису населення США в 2010 році місто мало площу 3,55 км², з яких 1,99 км² — суходіл та 1,56 км² — водойми.

## Демографія
Згідно з переписом 2010 року, у селищі мешкало 5005 осіб у 2623 домогосподарствах у складі 1160 родин. Було 3146 помешкань
Расовий склад населення:
| - 93,0 % — білих - 1,6 % — чорних або афроамериканців - 1,3 % — азіатів - 0,3 % — корінних американців - 1,9 % — осіб інших рас |

До двох чи більше рас належало 1,9 %. Частка іспаномовних становила 6,5 % від усіх жителів.
За віковим діапазоном населення розподілялося таким чином: 14,2 % — особи молодші 18 років, 72,9 % — особи у віці 18—64 років, 12,9 % — особи у віці 65 років та старші. Медіана віку мешканця становила 45,1 року. На 100 осіб жіночої статі у селищі припадало 101,6 чоловіків;  на 100 жінок у віці від 18 років та старших — 100,6 чоловіків також старших 18 років.
Середній дохід на одне домашнє господарство  становив 85 667 доларів США (медіана — 62 770), а середній дохід на одну сім'ю — 117 375 доларів (медіана — 86 458). Медіана доходів становила 52 468 доларів для чоловіків та 57 083 долари для жінок. За межею бідності перебувало 12,1 % осіб, у тому числі 23,8 % дітей у віці до 18 років та 7,0 % осіб у віці 65 років та старших.
Цивільне працевлаштоване населення становило 2828 осіб. Основні галузі зайнятості: освіта, охорона здоров'я та соціальна допомога — 19,4 %, науковці, спеціалісти, менеджери — 14,0 %, роздрібна торгівля — 13,6 %.